# Diskografija Madonne
Diskografija ameriške pevke Madonne obsega 11 studijskih albumov, 2 koncertna albuma, 5 kompilacij in 3 soundtracke. Prodajo Madonninih albumov ocenjujejo na 200 milijonov.
V osemdesetih je Madonna začela svojo kariero z albumom Madonna, ki ji je sledil megauspešni album Like a Virgin, ki ji je tudi prinesel pednarodno razpoznavnost. Izdala je še dva uspešna albuma, True Blue in Like a Prayer, album remiksov You Can Dance, pa tudi prva dva soundtracka, Who's That Girl? in I'm Breathless.
Po megauspešni kompilaciji The Immaculate Collection je v začetku devetdesetih izdala dva manj uspešna albuma, Erotica in Bedtime Stories, pa tudi kompilacijo balad Something to Remember. Tej je sledil soundtrack Evita in uspešna studijska albuma Ray of Light in Music.
V novo tisočletje je Madonna vstopila z novo kompilacijo uspešnic, GHV2, ki ji je sledil  bolj ali manj neuspešen studijski album American Life, ki je bil promoviran tudi z albumom remiksov Remixed and Revisited. Po uspešnem albumu Confessions on a Dance Floor je Madonna izdala svoja prva dva koncertna albuma, I'm Going To Tell You a Secret in The Confessions Tour. Njen najnovejši izdelek je Hard Candy, 28. septembra pa izide že tretja kompilacija uspešnic, Celebration.

## Albumi

### Studijski albumi
| Leto | Podrobnosti                                                    | Najvišje mesto na lestvici | Najvišje mesto na lestvici | Najvišje mesto na lestvici | Najvišje mesto na lestvici | Najvišje mesto na lestvici | Najvišje mesto na lestvici | Najvišje mesto na lestvici | Najvišje mesto na lestvici | Najvišje mesto na lestvici | Prodaja      | Certifikacije                                                                     |
| Leto | Podrobnosti                                                    | ZDA                        | AUS                        | AT                         | CAN                        | FRA                        | GER                        | I                          | CH                         | UK                         | Prodaja      | Certifikacije                                                                     |
| ---- | -------------------------------------------------------------- | -------------------------- | -------------------------- | -------------------------- | -------------------------- | -------------------------- | -------------------------- | -------------------------- | -------------------------- | -------------------------- | ------------ | --------------------------------------------------------------------------------- |
| 1983 | Madonna - Datum izdaje: 27. julij 1983                         | 8                          | 10                         | 15                         | 19                         | 8                          | 28                         | 8                          | —                          | 6                          |              | - ZDA: 5× platinasta                                                              |
| 1984 | Like a Virgin - Datum izdaje: 12. november 1984                | 1                          | 2                          | 3                          | 3                          | 2                          | 1                          | 1                          | 3                          | 1                          | - 21,000,000 | - ZDA: 10× platinasta - CAN: 10× platinasta - AUS: 7× platinasta                  |
| 1986 | True Blue - Datum izdaje: 30. junij 1986                       | 1                          | 1                          | 1                          | 1                          | 2                          | 1                          | 1                          | 1                          | 1                          | - 24,000,000 | - ZDA: 7× platinasta - CAN: 10× platinasta                                        |
| 1989 | Like a Prayer - Datum izdaje: 21. marec 1989                   | 1                          | 2                          | 1                          | 1                          | 1                          | 1                          | 1                          | 1                          | 1                          | - 11,000,000 | - ZDA: 4× platinasta - CAN: 5× platinasta                                         |
| 1992 | Erotica - Datum izdaje: 20. oktober 1992                       | 2                          | 1                          | 5                          | 1                          | 10                         | 2                          | 3                          | 4                          | 2                          |              | - US: 2× platinasta - CAN: 2× platinasta - AUS: 3× platinasta                     |
| 1994 | Bedtime Stories - Datum izdaje: 25. oktober 1994               | 3                          | 1                          | 7                          | 2                          | 7                          | 2                          | 7                          | 4                          | 2                          |              | - US: 3× platinasta - EU: 2× platinasta - CAN: 2× platinasta                      |
| 1998 | Ray of Light - Datum izdaje: 3. marec 1998                     | 2                          | 1                          | 1                          | 2                          | 2                          | 1                          | 1                          | 1                          | 1                          |              | - US: 4× platinasta - EU: 7× platinasta - CAN: 7× platinasta - AUS: 3× platinasta |
| 2000 | Music - Datum izdaje: 19. september 2000                       | 1                          | 2                          | 1                          | 1                          | 1                          | 1                          | 1                          | 1                          | 1                          |              | - US: 3× platinasta - EU: 4× platinasta - CAN: 3× platinasta - AUS: 3× platinasta |
| 2003 | American Life - Datum izdaje: 22. april 2003                   | 1                          | 3                          | 1                          | 1                          | 1                          | 1                          | 1                          | 1                          | 1                          |              | - US: platinasta - EU: platinasta - CAN: platinasta - AUS: platinasta             |
| 2005 | Confessions on a Dance Floor - Datum izdaje: 15. november 2005 | 1                          | 1                          | 1                          | 1                          | 1                          | 1                          | 1                          | 1                          | 1                          | - 8,000,000  | - US: platinasta - EU: 4× platinasta - CAN: 5× platinasta - AUS: 2× platinasta    |
| 2008 | Hard Candy - Datum izdaje: 29. april 2008                      | 1                          | 1                          | 1                          | 1                          | 1                          | 1                          | 1                          | 1                          | 1                          | - 3,500,000  | - US: zlata - EU: platinasta - CAN: platinasta - AUS: platinasta                  |
| 2012 | MDNA                                                           |                            |                            |                            |                            |                            |                            |                            |                            |                            |              |                                                                                   |
| 2015 | Rebel Heart                                                    |                            |                            |                            |                            |                            |                            |                            |                            |                            |              |                                                                                   |
| 2019 | Madame X                                                       |                            |                            |                            |                            |                            |                            |                            |                            |                            |              |                                                                                   |

### Soundtracki
| Leto | Podrobnosti                                    | Najvišje mesto na lestvici | Najvišje mesto na lestvici | Najvišje mesto na lestvici | Najvišje mesto na lestvici | Najvišje mesto na lestvici | Najvišje mesto na lestvici | Najvišje mesto na lestvici | Najvišje mesto na lestvici | Najvišje mesto na lestvici | Prodaja | Certifikacije                             |
| Leto | Podrobnosti                                    | ZDA                        | AUS                        | AT                         | CAN                        | FRA                        | GER                        | I                          | CH                         | UK                         | Prodaja | Certifikacije                             |
| ---- | ---------------------------------------------- | -------------------------- | -------------------------- | -------------------------- | -------------------------- | -------------------------- | -------------------------- | -------------------------- | -------------------------- | -------------------------- | ------- | ----------------------------------------- |
| 1987 | Who's That Girl - Datum izdaje: 21. julij 1987 | 7                          | 24                         | 5                          | 6                          | 2                          | 1                          | 2                          | 4                          | 4                          |         | - ZDA: platinasta                         |
| 1990 | I'm Breathless - Datum izdaje: 22. maj 1990    | 2                          | 2                          | 5                          | 2                          | 3                          | 1                          | 2                          | 3                          | 2                          |         | - ZDA: 2× platinasta - CAN: 2× platinasta |
| 1996 | Evita - Datum izdaje: 25. oktober 1996         | 2                          | 5                          | 1                          | 5                          | 2                          | 2                          | 2                          | 1                          | 1                          |         | - ZDA: 5× platinasta - AUS: platinasta    |

### Kompilacije
| Leto | Podrobnosti                                                | Najvišje mesto na lestvici | Najvišje mesto na lestvici | Najvišje mesto na lestvici | Najvišje mesto na lestvici | Najvišje mesto na lestvici | Najvišje mesto na lestvici | Najvišje mesto na lestvici | Najvišje mesto na lestvici | Najvišje mesto na lestvici | Prodaja      | Certifikacije                                                                      |
| Leto | Podrobnosti                                                | ZDA                        | AUS                        | AT                         | CAN                        | FRA                        | GER                        | I                          | CH                         | UK                         | Prodaja      | Certifikacije                                                                      |
| ---- | ---------------------------------------------------------- | -------------------------- | -------------------------- | -------------------------- | -------------------------- | -------------------------- | -------------------------- | -------------------------- | -------------------------- | -------------------------- | ------------ | ---------------------------------------------------------------------------------- |
| 1987 | You Can Dance - Datum izdaje: 17. november 1987            | 14                         | 13                         | 13                         | 1                          | 2                          | 13                         | 1                          | 11                         | 5                          |              | - ZDA: platinasta                                                                  |
| 1990 | The Immaculate Collection - Datum izdaje: 9. november 1990 | 2                          | 1                          | 6                          | 1                          | 2                          | 10                         | 2                          | 3                          | 1                          | - 23,000,000 | - ZDA: 10× platinasta - CAN: 7× platinasta - AUS: 11× platinasta                   |
| 1995 | Something to Remember - Datum izdaje: 7. november 1995     | 6                          | 1                          | 1                          | 4                          | 3                          | 2                          | 1                          | 7                          | 3                          | - 8,000,000  | - ZDA: 3× platinasta - EU: 3× platinasta - CAN: 2× platinasta - AUS: 4× platinasta |
| 2001 | GHV2 - Datum izdaje: 13. november 2001                     | 7                          | 3                          | 1                          | 11                         | 2                          | 3                          | 7                          | 3                          | 2                          | - 7,000,000  | - ZDA: platinasta - EU: 2× platinasta - CAN: 2× platinasta - AUS: 4× platinasta    |

### Koncertni albumi
| Leto | Podrobnosti                                                   | Najvišje mesto na lestvici | Najvišje mesto na lestvici | Najvišje mesto na lestvici | Najvišje mesto na lestvici | Najvišje mesto na lestvici | Najvišje mesto na lestvici | Najvišje mesto na lestvici | Najvišje mesto na lestvici | Najvišje mesto na lestvici | Prodaja | Certifikacije     |
| Leto | Podrobnosti                                                   | ZDA                        | AUS                        | AT                         | CAN                        | FRA                        | GER                        | I                          | CH                         | UK                         | Prodaja | Certifikacije     |
| ---- | ------------------------------------------------------------- | -------------------------- | -------------------------- | -------------------------- | -------------------------- | -------------------------- | -------------------------- | -------------------------- | -------------------------- | -------------------------- | ------- | ----------------- |
| 2006 | I'm Going To Tell You a Secret - Datum izdaje: 20. junij 2006 | 33                         | 18                         | 8                          | 7                          | 12                         | 8                          | 4                          | 1                          | 1                          |         | - AUS: platinasta |
| 2007 | The Confessions Tour - Datum izdaje: 30. januar 2007          | 15                         | 7                          | 2                          | 2                          | 1                          | 2                          | 2                          | 1                          | 1                          |         | - AUS: platinasta |

## Singli
| Leto          | Ime                                                 | Najvišji položaj na lestvici | Najvišji položaj na lestvici | Najvišji položaj na lestvici | Najvišji položaj na lestvici | Najvišji položaj na lestvici | Najvišji položaj na lestvici | Najvišji položaj na lestvici | Najvišji položaj na lestvici | Najvišji položaj na lestvici | Najvišji položaj na lestvici | Najvišji položaj na lestvici | Najvišji položaj na lestvici | RIAA certifikacija               | Album                                 |
| Leto          | Ime                                                 | ZDA Hot 100                  | ZDA Dance                    | UK                           | CAN                          | AUS                          | GER                          | CH                           | AUT                          | FRA                          | IRE                          | ITA                          | NIZ                          | RIAA certifikacija               | Album                                 |
| ------------- | --------------------------------------------------- | ---------------------------- | ---------------------------- | ---------------------------- | ---------------------------- | ---------------------------- | ---------------------------- | ---------------------------- | ---------------------------- | ---------------------------- | ---------------------------- | ---------------------------- | ---------------------------- | -------------------------------- | ------------------------------------- |
| 1982          | "Everybody"                                         | 107                          | 3                            | —                            | —                            | —                            | —                            | —                            | —                            | —                            | —                            | —                            | —                            | —                                | Madonna                               |
| 1983          | "Burning Up"                                        | —                            | 3                            | —                            | —                            | 13                           | —                            | —                            | —                            | —                            | —                            | —                            | —                            | —                                | Madonna                               |
| 1983          | "Holiday"                                           | 16                           | 1                            | 6                            | 34                           | 4                            | 9                            | 18                           | —                            | —                            | 2                            | 26                           | 7                            | —                                | Madonna                               |
| 1984          | "Lucky Star"                                        | 4                            | 1                            | 14                           | 29                           | 2                            | —                            | —                            | —                            | —                            | 4                            | —                            | —                            | —                                | Madonna                               |
| 1984          | "Borderline"                                        | 10                           | 4                            | 2                            | 22                           | 12                           | 36                           | 23                           | —                            | —                            | —                            | —                            | —                            | zlata                            | Madonna                               |
| 1984          | "Like a Virgin"                                     | 1                            | 1                            | 3                            | 1                            | 1                            | 4                            | 9                            | 8                            | 8                            | 4                            | 14                           | 4                            | zlata                            | Like a Virgin                         |
| 1985          | "Material Girl"                                     | 2                            | 1                            | 3                            | 5                            | 4                            | 13                           | 15                           | 8                            | 47                           | 3                            | 18                           | 9                            | —                                | Like a Virgin                         |
| 1985          | "Crazy for You"                                     | 1                            | —                            | 2                            | 4                            | 1                            | 26                           | 16                           | 23                           | 47                           | 2                            | 15                           | 11                           | zlata                            | Vision Quest                          |
| 1985          | "Angel"                                             | 5                            | 1                            | 5                            | 19                           | 1                            | 31                           | 17                           | —                            | —                            | 3                            | —                            | 46                           | zlata                            | Like a Virgin                         |
| 1985          | "Into the Groove"                                   | 5                            | 1                            | 1                            | —                            | 1                            | 1                            | 2                            | 2                            | 1                            | 1                            | 1                            | 1                            | zlata                            | Like a Virgin                         |
| 1985          | "Dress You Up"                                      | 5                            | 3                            | 5                            | 5                            | 5                            | 20                           | 20                           | —                            | 18                           | 3                            | 24                           | 7                            | —                                | Like a Virgin                         |
| 1985          | "Gambler"                                           | —                            | —                            | 4                            | 10                           | 10                           | 25                           | 23                           | —                            | 33                           | 3                            | 8                            | 7                            | —                                | Vision Quest                          |
| 1986          | "Live to Tell"                                      | 1                            | —                            | 2                            | 1                            | 7                            | 12                           | 4                            | —                            | 6                            | 2                            | 1                            | 3                            | —                                | True Blue                             |
| 1986          | "Papa Don't Preach"                                 | 1                            | 4                            | 1                            | 1                            | 1                            | 2                            | 2                            | 4                            | 3                            | 1                            | 1                            | 1                            | zlata                            | True Blue                             |
| 1986          | "True Blue"                                         | 3                            | 6                            | 1                            | 2                            | 6                            | 6                            | 6                            | 9                            | 6                            | 1                            | 4                            | 4                            | zlata                            | True Blue                             |
| 1986          | "Open Your Heart"                                   | 1                            | 1                            | 4                            | 4                            | 16                           | 17                           | 11                           | 18                           | 24                           | 2                            | 6                            | 6                            | —                                | True Blue                             |
| 1987          | "La Isla Bonita"                                    | 4                            | 10                           | 1                            | 1                            | 6                            | 1                            | 1                            | 1                            | 1                            | 2                            | 17                           | 3                            | —                                | True Blue                             |
| 1987          | "Who's That Girl"                                   | 1                            | 44                           | 1                            | 1                            | 7                            | 2                            | 2                            | 4                            | 2                            | 1                            | 1                            | 2                            | —                                | Who's That Girl                       |
| 1987          | "Causing a Commotion"                               | 2                            | 1                            | 4                            | 2                            | 7                            | 14                           | 9                            | 14                           | —                            | 2                            | 5                            | 3                            | —                                | Who's That Girl                       |
| 1987          | "The Look of Love"                                  | —                            | —                            | 9                            | —                            | —                            | 34                           | 20                           | —                            | 23                           | 6                            | —                            | 8                            | —                                | Who's That Girl                       |
| 1988          | "Spotlight"                                         | —                            | 1                            | —                            | —                            | —                            | —                            | —                            | —                            | —                            | —                            | —                            | —                            | —                                | You Can Dance                         |
| 1989          | "Like a Prayer"                                     | 1                            | 1                            | 1                            | 1                            | 1                            | 2                            | 1                            | 2                            | 2                            | 1                            | 1                            | 1                            | platinasta                       | Like a Prayer                         |
| 1989          | "Express Yourself"                                  | 2                            | 1                            | 5                            | 4                            | 5                            | 3                            | 1                            | 5                            | —                            | 3                            | 1                            | 5                            | zlata                            | Like a Prayer                         |
| 1989          | "Cherish"                                           | 2                            | —                            | 3                            | 11                           | 4                            | 16                           | 10                           | 16                           | 21                           | 2                            | 4                            | 13                           | —                                | Like a Prayer                         |
| 1989          | "Oh Father"                                         | 20                           | —                            | —                            | —                            | 51                           | —                            | —                            | —                            | 26                           | —                            | —                            | —                            | —                                | Like a Prayer                         |
| 1989          | "Dear Jessie"                                       | —                            | —                            | 5                            | —                            | 51                           | 19                           | 16                           | 21                           | —                            | 3                            | —                            | 17                           | —                                | Like a Prayer                         |
| 1990          | "Keep It Together"                                  | 8                            | 1                            | —                            | 22                           | 1                            | —                            | —                            | —                            | —                            | —                            | 25                           | —                            | zlata                            | Like a Prayer                         |
| 1990          | "Vogue"                                             | 1                            | 1                            | 1                            | 1                            | 1                            | 4                            | 2                            | 7                            | 9                            | 2                            | 1                            | 2                            | 2× platinasta                    | I'm Breathless                        |
| 1990          | "Hanky Panky"                                       | 10                           | —                            | 2                            | 2                            | 6                            | 21                           | 15                           | 20                           | —                            | 3                            | 5                            | 21                           | zlata                            | I'm Breathless                        |
| 1990          | "Justify My Love"                                   | 1                            | 1                            | 2                            | 2                            | 4                            | 10                           | 3                            | 9                            | 17                           | 3                            | 3                            | 5                            | platinasta 4x platinasta (video) | The Immaculate Collection             |
| 1991          | "Rescue Me"                                         | 9                            | 6                            | 3                            | 4                            | 15                           | 21                           | 11                           | —                            | 21                           | 3                            | 15                           | 10                           | zlata                            | The Immaculate Collection             |
| 1992          | "This Used to Be My Playground"                     | 1                            | —                            | 3                            | 1                            | 9                            | 6                            | 6                            | 11                           | 7                            | 2                            | 1                            | 7                            | zlatna                           | Barcelona Gold                        |
| 1992          | "Erotica"                                           | 3                            | 1                            | 3                            | 2                            | 4                            | 13                           | 8                            | 15                           | 23                           | 4                            | 1                            | 10                           | zlata                            | Erotica                               |
| 1992          | "Deeper and Deeper"                                 | 7                            | 1                            | 6                            | 1                            | 11                           | 26                           | 23                           | 30                           | 17                           | 7                            | 8                            | 20                           | —                                | Erotica                               |
| 1993          | "Bad Girl"                                          | 36                           | —                            | 10                           | 5                            | 32                           | 47                           | 25                           | —                            | 44                           | 20                           | 8                            | 34                           | —                                | Erotica                               |
| 1993          | "Fever"                                             | —                            | 1                            | 6                            | —                            | —                            | —                            | —                            | —                            | 31                           | 6                            | 8                            | —                            | —                                | Erotica                               |
| 1993          | "Rain"                                              | 14                           | —                            | 7                            | 1                            | 5                            | 26                           | 11                           | 24                           | —                            | 7                            | 6                            | 38                           | —                                | Erotica                               |
| 1993          | "Bye Bye Baby"                                      | —                            | —                            | —                            | —                            | 15                           | —                            | 28                           | —                            | —                            | —                            | 15                           | —                            | —                                | Erotica                               |
| 1994          | "I'll Remember"                                     | 2                            | —                            | 7                            | 13                           | 7                            | 49                           | 17                           | —                            | 40                           | 10                           | 1                            | 28                           | zlata                            | With Honors                           |
| 1994          | "Secret"                                            | 3                            | 1                            | 5                            | 1                            | 5                            | 29                           | 1                            | 11                           | 2                            | 16                           | 3                            | 20                           | zlata                            | Bedtime Stories                       |
| 1994          | "Take a Bow"                                        | 1                            | —                            | 16                           | 1                            | 15                           | 18                           | 8                            | 22                           | 25                           | 17                           | 2                            | 39                           | zlata                            | Bedtime Stories                       |
| 1995          | "Bedtime Story"                                     | 42                           | 1                            | 4                            | 17                           | 5                            | —                            | —                            | —                            | —                            | 19                           | 8                            | 46                           | —                                | Bedtime Stories                       |
| 1995          | "Human Nature"                                      | 46                           | 2                            | 8                            | 9                            | 17                           | 50                           | 17                           | —                            | —                            | 21                           | 10                           | —                            | —                                | Bedtime Stories                       |
| 1995          | "You'll See"                                        | 6                            | —                            | 5                            | 17                           | 9                            | 15                           | 8                            | 5                            | 24                           | 13                           | 6                            | 20                           | zlata                            | Something to Remember                 |
| 1996          | "One More Chance"                                   | —                            | —                            | 11                           | —                            | 35                           | —                            | —                            | —                            | —                            | —                            | 7                            | —                            | —                                | Something to Remember                 |
| 1996          | "Love Don't Live Here Anymore                       | 78                           | 16                           | —                            | 31                           | 27                           | —                            | —                            | —                            | 48                           | —                            | —                            | —                            | —                                | Something to Remember                 |
| 1996          | "You Must Love Me"                                  | 18                           | —                            | 10                           | 2                            | 11                           | 78                           | 43                           | —                            | 41                           | 21                           | 4                            | —                            | zlata                            | Evita                                 |
| 1996          | "Don't Cry for Me Argentina"                        | 8                            | 1                            | 3                            | 1                            | 9                            | 3                            | 4                            | 3                            | 1                            | 8                            | 2                            | 4                            | —                                | Evita                                 |
| 1997          | "Another Suitcase in Another Hall"                  | —                            | —                            | 7                            | —                            | —                            | —                            | —                            | —                            | —                            | 23                           | 7                            | 91                           | —                                | Evita                                 |
| 1998          | "Frozen"                                            | 2                            | 1                            | 1                            | 2                            | 5                            | 2                            | 2                            | 2                            | 2                            | 4                            | 1                            | 2                            | zlata                            | Ray of Light                          |
| 1998          | "Ray of Light"                                      | 5                            | 1                            | 2                            | 7                            | 6                            | 28                           | 32                           | 31                           | 18                           | 16                           | 2                            | 22                           | zlata                            | Ray of Light                          |
| 1998          | "Drowned World/Substitute For Love"                 | —                            | —                            | 10                           | 18                           | 16                           | 39                           | 31                           | 34                           | 42                           | —                            | 5                            | 43                           | —                                | Ray of Light                          |
| 1998          | "The Power of Good-Bye"                             | 11                           | —                            | 6                            | 6                            | 33                           | 4                            | 8                            | 4                            | 21                           | 23                           | 7                            | 7                            | —                                | Ray of Light                          |
| 1999          | "Nothing Really Matters"                            | 93                           | 1                            | 7                            | 6                            | 15                           | 38                           | 26                           | 29                           | 48                           | 28                           | 6                            | 34                           | —                                | Ray of Light                          |
| 1999          | "Beautiful Stranger"                                | 19                           | 1                            | 2                            | 43                           | 5                            | 13                           | 6                            | 14                           | 17                           | 3                            | 2                            | 6                            | —                                | Austin Powers: The Spy Who Shagged Me |
| 2000          | "American Pie"                                      | 29                           | 1                            | 1                            | 1                            | 1                            | 1                            | 1                            | 3                            | 8                            | 2                            | 1                            | 6                            | —                                | The Next Best Thing                   |
| 2000          | "Music"                                             | 1                            | 1                            | 1                            | 1                            | 1                            | 2                            | 1                            | 5                            | 8                            | 7                            | 1                            | 4                            | platinasta                       | Music                                 |
| 2000          | "Don't Tell Me"                                     | 4                            | 1                            | 4                            | 1                            | 7                            | 22                           | 10                           | 12                           | 16                           | 15                           | 2                            | 26                           | zlata                            | Music                                 |
| 2001          | "What It Feels Like for a Girl"                     | 23                           | 1                            | 7                            | 2                            | 6                            | 16                           | 11                           | 26                           | 40                           | 18                           | 3                            | 16                           | —                                | Music                                 |
| 2002          | "Die Another Day"                                   | 8                            | 1                            | 3                            | 1                            | 11                           | 4                            | 4                            | 2                            | 15                           | 9                            | 1                            | 5                            | —                                | American Life                         |
| 2003          | "American Life"                                     | 37                           | 1                            | 2                            | 1                            | 7                            | 10                           | 1                            | 7                            | 10                           | 7                            | 3                            | 4                            | —                                | American Life                         |
| 2003          | "Hollywood"                                         | 103                          | 1                            | 2                            | 5                            | 16                           | 21                           | 15                           | 34                           | 22                           | 10                           | 4                            | 20                           | —                                | American Life                         |
| 2003          | "Me Against the Music" (Britney Spears ft. Madonna) | 35                           | 1                            | 2                            | 3                            | 1                            | 5                            | 4                            | 12                           | 11                           | 1                            | 4                            | 5                            | —                                | In the Zone                           |
| 2003          | "Nothing Fails"                                     | 101                          | 1                            | —                            | 7                            | —                            | 36                           | 41                           | 51                           | 34                           | —                            | 7                            | 49                           | —                                | American Life                         |
| 2003          | "Love Profusion"                                    | 105                          | 1                            | 11                           | 3                            | 25                           | —                            | 31                           | —                            | 25                           | 22                           | 5                            | —                            | —                                | American Life                         |
| 2005          | "Hung Up"                                           | 7                            | 1                            | 1                            | 1                            | 1                            | 1                            | 1                            | 1                            | 1                            | 2                            | 1                            | 1                            | platinasta                       | Confessions on a Dance Floor          |
| 2006          | "Sorry"                                             | 58                           | 1                            | 1                            | 3                            | 4                            | 5                            | 4                            | 8                            | 5                            | 5                            | 1                            | 2                            | —                                | Confessions on a Dance Floor          |
| 2006          | "Get Together"                                      | 106                          | 1                            | 7                            | 4                            | 13                           | 28                           | 24                           | 35                           | 26                           | 17                           | 4                            | 14                           | —                                | Confessions on a Dance Floor          |
| 2006          | "Jump"                                              | 105                          | 1                            | 9                            | 7                            | 29                           | 23                           | 21                           | 20                           | —                            | 19                           | 3                            | 6                            | —                                | Confessions on a Dance Floor          |
| 2007          | "Hey You"                                           | —                            | —                            | 187                          | 57                           | —                            | —                            | 55                           | —                            | —                            | —                            | —                            | —                            | —                                | Live Earth                            |
| 2008          | "4 Minutes" (ft. Justin Timberlake)                 | 3                            | 1                            | 1                            | 1                            | 1                            | 1                            | 1                            | 2                            | 2                            | 1                            | 2                            | 1                            | 2× platinasta                    | Hard Candy                            |
| 2008          | "Give It 2 Me"                                      | 57                           | 1                            | 7                            | 8                            | 23                           | 8                            | 4                            | 10                           | 5                            | 10                           | 3                            | 1                            | —                                | Hard Candy                            |
| 2008          | "Miles Away"                                        | —                            | 2                            | 39                           | 23                           | —                            | 11                           | 32                           | 21                           | 54                           | —                            | 15                           | 9                            | —                                | Hard Candy                            |
| 2009          | "Celebration"                                       | 71                           | 5                            | —                            | 5                            | 40                           | —                            | 9                            | —                            | —                            | 25                           | 1                            | 2                            | —                                | Celebration                           |
|               | #1 hitov                                            | 12                           | 39                           | 13                           | 20                           | 11                           | 4                            | 8                            | 2                            | 3                            | 8                            | 16                           | 5                            |                                  |                                       |
| Top 10 hitov  | 37                                                  | 52                           | 62                           | 47                           | 39                           | 24                           | 32                           | 23                           | 20                           | 47                           | 51                           | 37                           | 26×zlata                     |                                  |                                       |
| Top 40 hitov  | 48                                                  | 53                           | 68                           | 59                           | 61                           | 56                           | 58                           | 46                           | 46                           | 64                           | 63                           | 56                           | 6×platinasta                 |                                  |                                       |
| Top 100 hitov | 56                                                  | 55                           | 69                           | 62                           | 63                           | 59                           | 61                           | 47                           | 54                           | 64                           | 63                           | 61                           | 2×Multiplatinasta            |                                  |                                       |